# Ca-diếp Ma-đằng
Kāśyapa Mātaṇga (?-73), thường được biết với các phiên âm Hán Việt với tên Ca-diếp-ma-đằng (迦叶摩腾), Nhiếp-ma-đằng (摄摩腾), Trúc-nhiếp-ma-đằng (竺摄摩腾), Trúc-diếp-ma-đằng (竺叶摩腾), là một cao tăng Phật giáo Ấn Độ, người có công truyền bá Phật pháp vào Trung Quốc.
Theo Tuệ Kiểu, người nhà Lương, trong tác phẩm Cao tăng truyện có ghi chép việc Hán Minh đế nằm mộng thấy người vàng, mới sai hơn 10 quan viên sang Thiên Trúc thỉnh Phật. Trên đường đi, sứ đoàn gặp 2 nhà sư Ca-diếp-ma-đằng và Trúc Pháp Lan đang tải kinh đi vào đất Hán, bèn hộ tống vào đất Hán. Hán Minh đế bèn xây dựng một ngôi tự viện cho 2 vị sư làm nơi trú ngụ, dịch kinh và truyền pháp. Ngôi chùa đấy chính là chùa Bạch Mã sau này.

## Thân thế - Hành trạng
Ca-diếp-ma-đằng là người miền Trung Ấn Độ, thuộc đẳng cấp Bà-la-môn, sau quy y Phật pháp, nổi danh là cao tăng, thường xuyên truyền pháp tại các tiểu quốc ở Tây Ấn.

## Dịch kinh
Sư được cho là người đã dịch bộ kinh Tứ thập nhị chương ra tiếng Hán.